# كلية طب الأسنان (جامعة القاهرة)
كلية طب الأسنان بجامعة القاهرة أول كلية طب أسنان في أفريقيا والشرق الأوسط، أنشأت في عام 1925  وكانت تسمى مدرسة طب الأسنان التابعة لوزارة المعارف العمومية وهي الآن بمثابة وزارة التعليم. ساهمت الكلية في إنشاء العديد من الكليات المناظرة
داخل جمهورية مصر العربية وفي المنطقة العربية وقامت بتخريج الأطباء المصريين وغير المصريين ومنهم العديد ممن يشغل المناصب القيادية في مجال طب الأسنان داخل البلاد وخارجها.

## نبذة عن الكلية
في عام 1961، شغلت الكلية المبنى الحالي داخل حرم القصر العينى. وفي عام 1980، تم إنشاء مبنى طب اسنان الأطفال مجاور لمبنى الكلية. وفي عام 2004، افتتحت مستشفى طب الأسنان التعليمى وهي وحدة ذات طابع خاص. وتعتبر كلية طب الفم والأسنان بجامعة القاهرة من الكليات الرائدة في مجال ضمان الجودة وتطوير التعليم حيث يوجد بالكلية مكتبة متطورة بها أحدث الدوريات والمراجع العلمية. وكذلك ملحق بها نادى للتكنولوجيا يشمل على عدد 23 جهاز كمبيوتر وقاعة مخصصة للتدريب على التعليم الإلكترونى وكيفية التعامل مع الشبكة الدولية للمعلومات.
وتقدم الكلية خدمات علاجية مجانية للمرضى حيث يتردد على الكلية حوالي 700مريض و250 طفل مريض يوميا. وتقوم الكلية بنشاط كبير في مجال خدمة المجتمع
وتنمية البيئة من خلال مشروعات وقوافل علاجية تنتشر في جميع محافظات الجمهورية. وتستقبل الكلية الأطباء للتدريب في مرحلة الامتياز وللعمل كنواب زائرين من أبناء الكلية وغيرها من الكليات الخاصة والحكومية وأبناء الدول العربية الشقيقة. وتعد الوحدات ذات طابع خاص بالكلية من مصادر التمويل الذاتى للكلية وهي: وحدة العلاج بأجر، وحدة بحوث ومستلزمات أجهزة طب الأسنان، وحدة علاج أسنان الأطفال والأطفال ذوي الاحتياجات الخاصة ومركز تعليم طب الأسنان المستمر والتدريب.
وتضم الكلية مستشفى طب الأسنان التعليمي وهي أول مستشفى تخصصي لطب الفم والأسنان تقام في جمهورية مصر العربية وتنفرد بها جامعة القاهرة صاحبة الريادة ويقوم بالإشراف عليها نخبة من أساتذة الكلية. وتقع هذه المستشفى في مبنى بجوار كلية طب الفم والأسنان. وافتتحت المستشفى عام 2004
لخدمة العملية التعليمة لطلاب طب الأسنان وكذلك خدمة الطلاب بعد التخرج من مرحلة الدراسات العليا.
تقوم المستشفى بخدمة ذات بعد اجتماعي وهي تقديم خدمات طبية في جراحات الوجه والفكيين على مستوى عالي من الكفاءة وكذلك بها عيادات خارجية تقدم الخدمات الطبية المتخصصة بواسطة أساتذة من كلية طب الأسنان. يضم مبنى المستشفى مدرجات متعددة لعمل دورات تدريبية للدارسين مع وجود المعامل المتخصصة لذلك وتنفرد المستشفى بوجود قاعات ضخمة لاستيعاب المؤتمرات على أحدث مستوى وقاعة كبرى للاحتفالات مرفق بها قاعة لكبار الزوار ويضم المستشفى معمل مركزي لصناعة الأسنان، يقوم بالإشراف عليه أساتذة من الأقسام المتخصصة بالكلية. ويوجد بالمستشفى المكتبة الرقمية وتعدأول مكتبة رقمية أنشئت على مستوى كليات طب الأسنان بالجمهورية مجهزة بأحدث التقنيات التكنولوجية.

## قائمة عمداء الكُلية
- أ.د. أيوب عامر أول عميد مصري للكلية وتولى العمادة في الفترة من 1960 حتى 1964، وبدأ إرسال البعثات إلى كافة أنحاء العالم لإعداد كوادر أعضاء هيئة التدريس ثم توالى العمداء المصريين على النحو التالي:
- أ.د. عز الدين صدقي
- أ.د. محمد داود التنير
- أ.د. محمد السعيد الصديق
- أ.د. محمد سعيد فهيم
- أ.د. على محمد شعراوي
- أ.د. مجيد امين أحمد
- أ.د. سعيد محمد عبد العزيز
- أ.د. محمود إبراهيم الرفاعي
- أ.د. خالد محمد أبو الفضل
- أ.د. نور أحمد حبيب
- أ.د. هشام قطامش
- أ.د. عمرو أبو العز
- أ.د. عاطف شاكر
- أ.د. هشام عبد الحكم " العميد الحالي "